# Hamburg-Altengamme
Altengamme is het meest oostelijke stadsdeel van de stad Hamburg in Duitsland en ligt in het district Bergedorf. Het maakt deel uit van het gebied van de Vierlande in de Elbmarschen. Het is in hoofdzaak een straatdorp op de noordoever van de Elbe. 

## Geschiedenis
Vanaf de 12e eeuw weren er in dit gebied eilanden in de Elbe ingedijkt. Men besloot onmiddellijk het gebied in vier kerkgemeenten op te delen: Curslack, Altengamme, Neuengamme en Kirchwerder. Deze plannen werden relatief snel uitgevoerd: Altengamme wordt al in een oorkonde van 1188 vermeld. 
Vanaf 1420 hadden Hamburg en Lübeck het gemeenschappelijk beheer over het gebied dat later Vierlande werd genoemd, een rijk vruchtbaar gebied, dat de strijd met het water nog steeds niet helemaal gewonnen had. Bij het einde van het "tweestedelijk" beheer, kwam het in 1868 onder Hamburgs bestuur.

## Economie en infrastructuur
Bloemen- fruit- en groententeelt zijn in Altengamme nog steeds de voornaamste activiteit, met de bijhorende transportbedrijven.
De Bundesautobahn 25 loopt door het noorden van Altengamme, maar er is geen oprit. Sinds 1953 is er geen spoorverbinding meer, er zijn wel bussen met een beperkte dienstregeling.

## Bezienswaardigheden

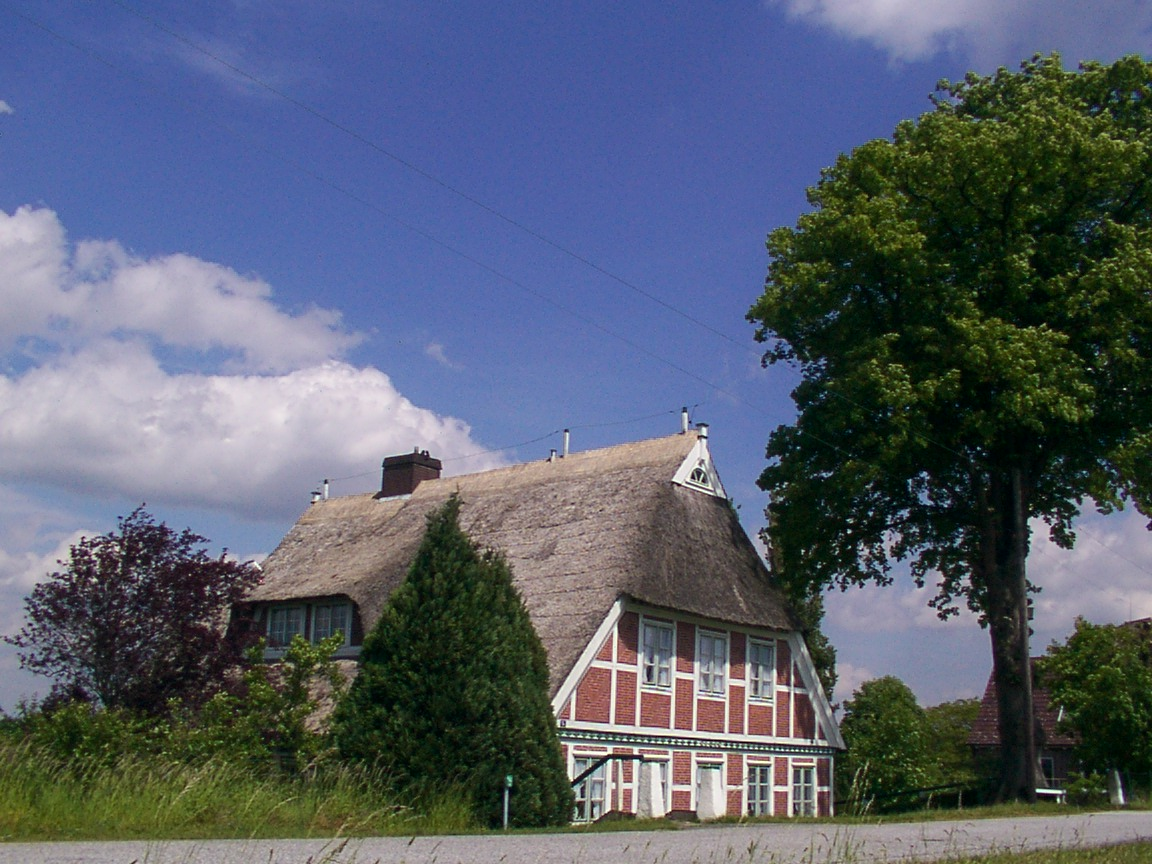
Geklasseerde woning aan de Altengammer Elbdeich

- Oude vakwerkhoeven
- Sint-Nicolaikerk